# Lindernia glandulifera
Lindernia glandulifera é uma espécie botânica do gênero Lindernia pertencente à família Linderniaceae.